# 1 of 1 (singolo)
1 of 1 è un singolo del rapper statunitense Tyga, pubblicato il 17 giugno 2016 su etichetta Last Kings.

## Tracce
1. 1 of 1 – 3:28